# Sannohe
Sannohe (三戸町; Sannohe-machi) és un poble del Japó situat a la prefectura d'Aomori.